# جرج رنویک (ورزشکار)
جرج رنویک (انگلیسی: George Renwick; ۷ اوت ۱۹۰۱ – ۲۵ ژوئیهٔ ۱۹۸۴) ورزشکار دو و میدانی اهل بریتانیا بود.